# GMAピノイTV
GMA Pinoy TV（ジーエムエーピノイティーヴィー）は、GMAネットワークが所有する国際テレビチャンネル。2005年3月に開局され、海外のフィリピン人をターゲットにしている。